# Schüsse unterm Galgen
Schüsse unterm Galgen ist ein DEFA-Abenteuerfilm, der auf Motiven des Romans Entführt (Kidnapped, 1886) von Robert Louis Stevenson beruht. Regie führte Horst Seemann, der nach einem Szenarium von Wolfgang Held das Drehbuch verfasste. Der Film wurde vom DEFA-Studio für Spielfilme, Künstlerische Arbeitsgruppe (KAG) „Babelsberg“ produziert.

## Handlung
Schottland um 1750: Der junge David Balfour lebt in armen Verhältnissen, denn sein Vater bringt die Familie als Lehrer nur knapp über die Runden. Kurz bevor der Vater stirbt, offenbart er David, dass er der eigentliche Erbe des Schlosses Balfour ist. Das Schloss wird derzeit jedoch von Davids geldgierigem und machthungrigen Onkel Ebenezer bewohnt.
Ebenezer nimmt David gefangen, als der sein rechtmäßiges Erbe besichtigt. Er plant, David als Sklaven nach Amerika zu verkaufen, doch findet David in den Bauern, die unter Ebenezers Herrschaft leiden, ebenso Unterstützer wie in dem Adeligen Alan Breck und der schönen Bauerntochter Catriona. David besiegt Ebenezer schließlich, verzichtet jedoch auf Schloss Balfour, um mit Catriona ein einfaches Leben führen zu können.

## Rezeption
Der Film feierte seine Uraufführung am 22. Juni 1968 in der Schweriner Freilichtbühne. Knapp zwei Jahre später, am 1. August 1970, wurde er erstmals im 1. Programm des Deutschen Fernsehfunks ausgestrahlt.

## Kritiken
„Abenteuerfilm nach Motiven von R. L. Stevenson, der auf ironische Distanz zum romantischen Gehalt der Vorlage geht und der Geschichte unangemessene Gesellschaftskritik überstülpt.“